# لاوذ

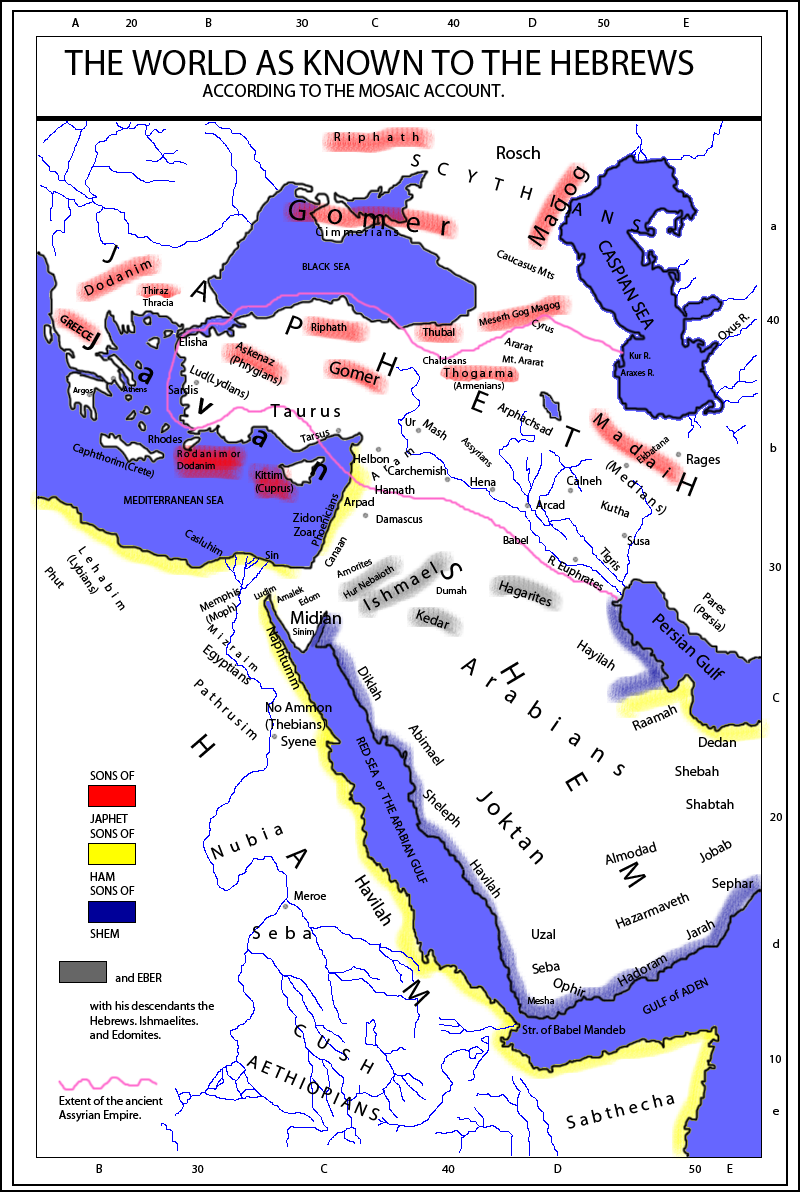
خريطة لأجيال نوح تضع "لاوذ" في ليديا، حسب المؤرخ اليهودي يوسيفوس فلافيوس.

لاوذ (بالعبرية: לוּדֿ‏) كان ابن سام وحفيد نوح. وحسب المؤرخ اليهودي يوسيفوس فلافيوس سكن أحفاد لاوذ الأناضول ولا سيما ليديا. وجاء في كتاب اليوبيلات في وصفه لكيفية تقسيم العالم بين أبناء نوح وأحفاده أن لاوذ سكن «جبال آشور حتى البحر الكبير، وحتى يصل إلى شرق بلاد أخيه آشور».
وقد ربط بعض علماء التوراة لاوذ مع المصادر الآشورية في بلاد الميديين الغربية والأتروباتين. وامتدت أحفاد لاوذ إلى مناطق في أقصى الشرق وراء مملكة عيلام، واللولوبيين.
ذكر المؤرخ المسلم في القرن العاشر علي بن الحسين المسعودي في كتابه مروج الذهب أن كيومرث كان ابن لاوذ. وذكر محمد بن جرير الطبري أن زوجة لاوذ شبكة ابنة يافث، وأنجبت له «فارس، جرجان، وأجناس فارس». وأن لاوذ أبو الفرس، وكذلك العماليق، وجميع شعوب الشرق وعمان والحجاز وسوريا ومصر والبحرين، فيقول: «وولد للاوذ مع الفرس طسم وعمليق، ولا أدري أهو لأم الفرس أم لا؟ فعمليق أبو العماليق.كلهم أمم تفرقت في البلاد، وكان أهل المشرق وأهل عمان وأهل الحجاز وأهل الشام، وأهل مصر منهم، ومنهم كانت الجبابرة بالشام الذين يقال لهم الكنعانيون، ومنهم كانت الفراعنة بمصر، وكان أهل البحرين وأهل عمان منهم أمة يسمون جاسم، وكان ساكني المدينة منهم، بنوهف وسعد بن هزان، وبنو مطر، وبنو الأزرق. وأهل نجد منهم بديل وراحل وغفار، وأهل تيماء منهم. وكان ملك الحجاز منهم بتيماء أسمه الأرقم، وكانوا ساكني نجد مع ذلك، وكان ساكني الطائف بنو عبد ضخم، حي من عبس الأول.»

## الأبناء
في سفر ياشر يذكر ان للاوذ 3 أبناء هم فتور وبيزايون وليديا .
بعض الاقوال تقول ان كيومرث ابن مباشر للاوذ .